# Echthrogaleus mitsukurinae
Az Echthrogaleus mitsukurinae az állkapcsilábas rákok (Maxillopoda) osztályának a Siphonostomatoida rendjébe, ezen belül a Pandaridae családjába tartozó faj.

## Tudnivalók
Tengeri élőlény, amely sok más rokonához hasonlóan élősködő életmódot folytat. Amint neve is elárulja, a kedvelt gazdaállata a fura megjelenésű koboldcápa (Mitsukurina owstoni). Japán tengeri vizeiben fedezték fel.